# Кагаян (провінція)
Кагаян — провінція Філіппін у регіоні Долина Кагаян на північному сході острова Лусон, включаючи острови Бабуян. Провінція межує з провінціями Північний Ілокос та Апаяо на заході і Калінга та Ісабела — на півдні. Адміністративним центром є місто Тугегарао. Площа провінції становить 9 296 км2.
Провінція Кагаян була одним із перших адміністративних територіальних утворень під час іспанського колоніального панування на Філіппінах. Адміністративно поділяється на 28 муніципалітетів. Населення провінції згідно перепису 2015 року становило 1 199 320 осіб. Понад 85 % населення католики.

## Клімат
Клімат провінції тропічний.

## Економіка
Економіка провінції заснована на сільському господарстві. Основними продуктами рослинництва є рис, кукурудза, арахіс, боби та фрукти. Тваринницька продукція включає в себе розведення великої рогатої худоби, свиней та птиці. Поширеною є також риболовля.